# Wolnica (polana)
Wolnica – polana reglowa w Gorcach, znajdująca się na grzbiecie biegnącym na wschód od Turbacza, powyżej Przełęczy Długiej. Jest jedną z trzech polan wchodzących w skład Hali Długiej, najbardziej zachodnią i najwyżej z nich wszystkich położoną. Pozostałe dwie to Wzorowa i Wierchy Zarębskie. Nazwa polany pochodzi od tego, że kiedyś wypasano na niej woły. Dawniej stała też na niej pustelnia, spaliła się jednak przed I wojną światową. W latach 1934–1936 oddział gorczański Polskiego Towarzystwa Tatrzańskiego wybudował tutaj drugie w okolicy Turbacza schronisko turystyczne (pierwsze było na polanie Wisielakówka). W czasie II wojny światowej służyło ono za schronienie partyzantom. W 1943 partyzanci oddziału „Wilk” spalili je, aby nie stanowiło bazy dla Niemców. Po wojnie na jego fundamentach wybudowano obecnie istniejące schronisko PTTK na Turbaczu.
Polana Wolnica jest dobrym punktem widokowym. Panorama widokowa spod schroniska obejmuje Gorce, Pieniny, Beskid Wyspowy, Pogórze Spiskie, Kotlinę Nowotarską i Tatry. Polana ma duże wartości przyrodnicze. Charakteryzuje się dość dużą różnorodnością biologiczną i rośnie na niej kilka rzadkich w Polsce gatunków roślin. Wiosną masowo zakwitają krokusy.

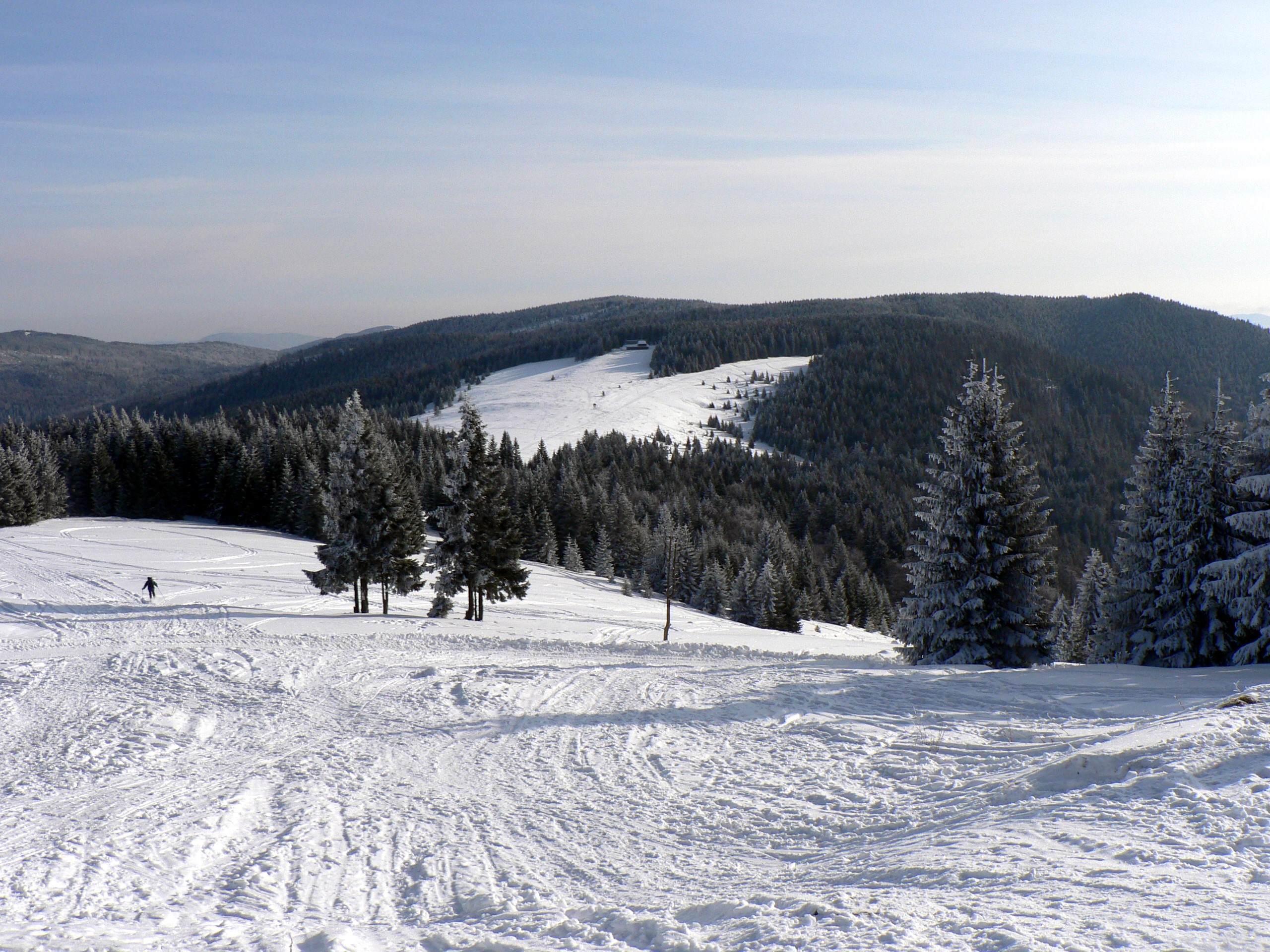
Polana Wolnica zimą

Znajduje się na obszarze Gorczańskiego Parku Narodowego (obwód ochronny Kiczora i Turbacz). Przebiega przez nią granica między powiatem limanowskim i powiatem nowotarskim oraz pięcioma miejscowościami: Waksmund, Obidowa, Poręba Wielka, Zasadne, Łopuszna.

## Szlaki turystyki pieszej
Główny Szlak Beskidzki, odcinek: Przełęcz Knurowska – Karolowe – Rąbaniska – Zielenica – Hala Nowa – Hala Młyńska – Kiczora – Trzy Kopce – Polana Gabrowska – Hala Długa – Turbacz. Odległość 8,5 km, suma podejść 610 m, suma zejść 140 m, czas przejścia 3 godz., z powrotem 2 godz. 5 min.
 odcinek: Gorc – Przysłop Dolny – Przysłop – Przysłop Górny – Średniak – Jaworzyna (Kamienicka) – Trzy Kopce – Polana Gabrowska – Hala Długa – Turbacz. Odległość 10,4 km, suma podejść 370 m, suma zejść 270 m, czas przejścia 2 godz. 50 min, z powrotem 2 godz. 30 min.